# Храм святителя Николая (Ровки)
Храм святителя Николая города Чехов (мкр. Ровки) (Никольская церковь погоста Ровок, Церковь Николая Чудотворца) — приходской православный храм в городском округе Чехов, в городе Чехове, микрорайоне Ровки (ранее — одноимённый погост). Территориально относится к Чеховскому благочинию Подольской епархии Русской православной церкви.
Является памятником архитектуры регионального значения.

## История
Первое упоминание датируется XVI веком, но это упоминание о разрушении польскими войсками древнего храма, т.е. сам храм был основан гораздо раньше. В конце XVII века был восстановлен Вельяминовыми. В 1812 году территория храма стала местом упокоения участников Тарутинского маневра (и русских, и французов), и после окончания войны церковь вновь отстроили как памятник победе в отечественной войне 1812 года. В начале XX века фабрикантом Гавриилом Ильичем Медведевым был построен новый каменный храм взамен обветшавшему, по проекту епархиального архитектора Николая Николаевича Благовещенского. В конце 1920-х годов храм был закрыт, здание с 1932 года использовалось фабрикой «Красный Узбекистан» в качестве хоз. постройки. В конце 1980-х годов здание храма сгорело, произошло обрушение перекрытий.
С 1995 года храм начал восстанавливаться, но сильная степень разрушений не позволяла проводить в нем богослужения. Усилиями прихожан для совершения богослужений недалеко от Никольского храма в 2015 году был построен временный храм Новомучеников и исповедников Лопасненских.